# HSV Hamburgo
HSV Hamburgo es un club de balonmano de la ciudad de Hamburgo, Alemania. Compite en la 1.ª División de la Bundesliga alemana de balonmano al igual que en la Copa Alemana de Balonmano. Ha logrado una liga y la Champions, su mayor logro, en el año 2013.
El HSV Hamburgo no fue una sección del Hamburgo SV, solo tuvo derecho a emplear su logo y sus siglas para obtener más publicidad. Desde 2008 unieron sus equipos de categorías inferiores en el SG HSV Handball.
El 20 de enero de 2016 se liquidó el club al no poder hacer frente a los problemas financieros que venía arrastrando desde los años anteriores, perdiendo así su licencia para poder competir en la Bundesliga.
Posteriormente, fue refundado, regresando, no mucho tiempo después,  a la Bundesliga.

## Palmarés

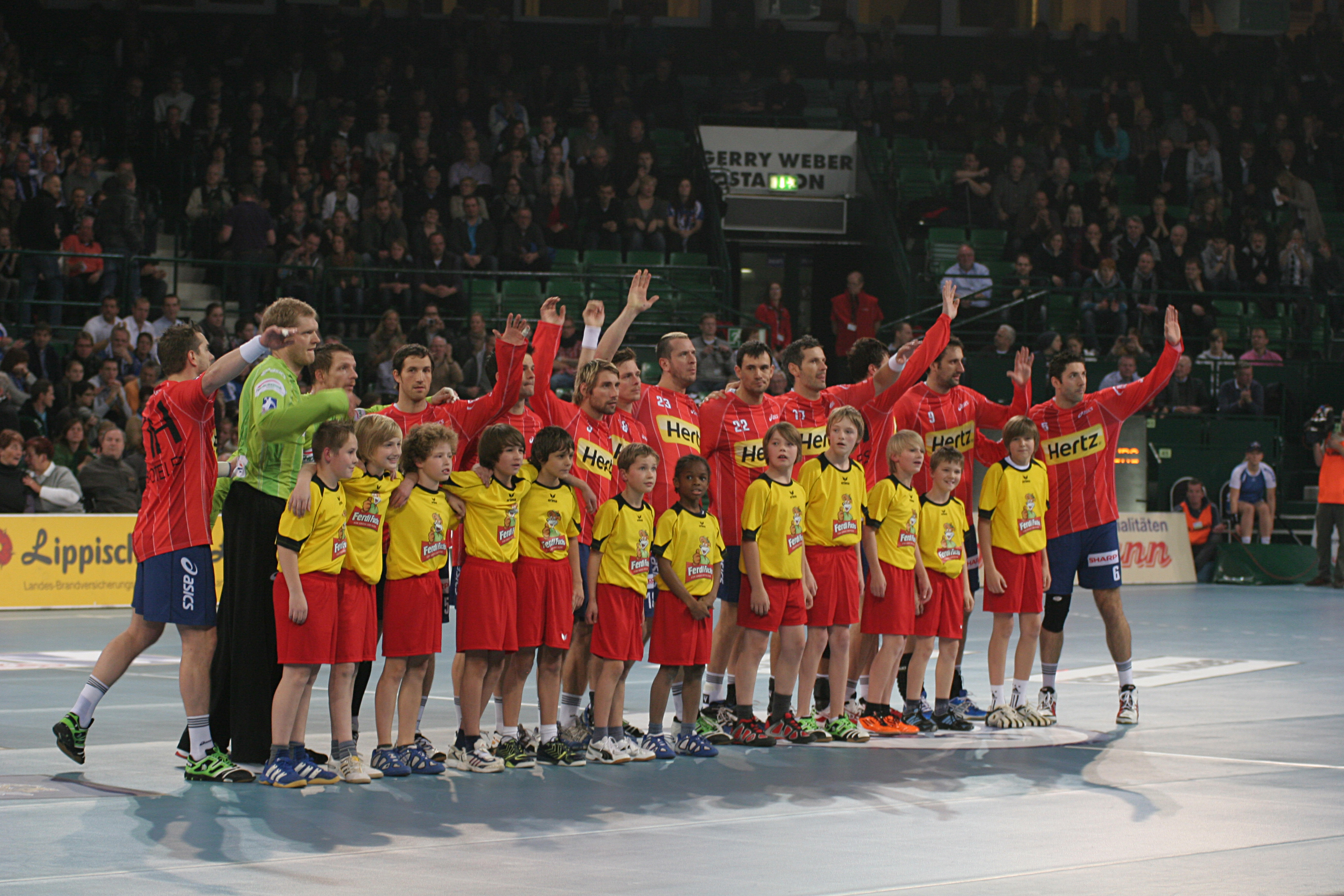
El HSV Hamburg, en la temporada 2011/12.

### Torneos nacionales
- Bundesligas alemanas:
  - Campeón (1): 2011
  - Subcampeón (3): 2007, 2009, 2010

- Copa de Alemania:
  - Campeón (2): 2006, 2010

- Supercopa de Alemania:
  - Campeón (4): 2004, 2006, 2009, 2010
  - Finalista (2): 2008, 2011

### Torneos internacionales
- Recopa de Europa:
  - Campeón (1): 2007

- Liga de Campeones de la EHF:
  - Campeón (1) 2013
  - Semifinalista (3): 2008, 2009, 2011

## Plantilla 2024-25
|  | Porteros - 01 Johannes Bitter - 12 Mohamed El-Tayar - 16 Robin Paulsen Haug - 32 Finn Knaack Extremos izquierdos - 24 Alexander Hartwig - 51 Casper Ulrich Mortensen Extremos derechos - 21 Frederik Bo Andersen - 31 Levin Unbehaun Pívots - 04 Andreas Magaard - 13 Niklas Weller | Laterales izquierdos - 15 Dominik Axmann - 20 Ben Levermann - 25 Tomislav Severec - 55 Azat Valiullin Centrales - 07 Leif Tissier - 33 Moritz Sauter Laterales derechos - 09 Jacob Lassen - 43 Zoran Ilić |